# Blauw-Wit in het seizoen 1961/62
Het seizoen 1961/1962 was het achtste jaar in het bestaan van de Amsterdamse betaaldvoetbalclub Blauw-Wit. De club kwam uit in de Eredivisie en eindigde daarin op de derde plaats. Tevens deed de club mee aan het toernooi om de KNVB Beker, hierin werd in de derde ronde verloren van 't Gooi (3–4).

## Wedstrijdstatistieken

### Eredivisie
|       | ADO   | Ajax  | DOS   | DWS/A | Sportclub Enschede | Feijenoord | Fortuna '54 | GVAV  | MVV   | NAC   | PSV   | Rapid JC | Sparta | Volendam | De Volewijckers | VVV   | Willem II |
| ----- | ----- | ----- | ----- | ----- | ------------------ | ---------- | ----------- | ----- | ----- | ----- | ----- | -------- | ------ | -------- | --------------- | ----- | --------- |
| Thuis | 0 – 0 | 2 – 2 | 2 – 1 | 1 – 2 | 1 – 1              | 1 – 1      | 7 – 0       | 2 – 1 | 3 – 1 | 0 – 2 | 1 – 2 | 3 – 1    | 3 – 0  | 4 – 2    | 5 – 1           | 2 – 1 | 2 – 0     |
| Uit   | 1 – 4 | 2 – 2 | 2 – 0 | 0 – 2 | 2 – 1              | 9 – 1      | 0 – 0       | 2 – 2 | 5 – 3 | 0 – 1 | 2 – 1 | 2 – 3    | 0 – 0  | 2 – 4    | 3 – 3           | 1 – 5 | 3 – 0     |

### KNVB Beker
| 3e ronde                                               | 't Gooi                           | 4 – 3 (1 – 1) | Blauw-Wit                                |
| 28 april 1962 Plaats: Hilversum Gemeentelijk Sportpark | Piet Wolff –', –', –' Theo Buenen |               | –', –' Wim Bleijenberg Arie van den Berg |

## Statistieken Blauw-Wit 1961/1962

### Eindstand Blauw-Wit in de Nederlandse Eredivisie 1961 / 1962
| Stand | Gespeeld | Gewonnen | Gelijk | Verloren | Punten | Doelpunten voor | Doelpunten tegen |
| ----- | -------- | -------- | ------ | -------- | ------ | --------------- | ---------------- |
| 3e    | 34       | 16       | 9      | 9        | 41     | 71              | 54               |

### Topscorers
| #      | Naam              | Goal |
| ------ | ----------------- | ---- |
| 1.     | Wim Bleijenberg   | 17   |
| 2.     | Martin Koeman     | 16   |
| 3.     | Dries Mul         | 7    |
| 4.     | Herman Koers      | 6    |
| 5.     | Gerrie Althoff    | 5    |
| 5.     | Ger Clement       | 5    |
| 7.     | Piet Dekker       | 4    |
| 7.     | Erwin Sparendam   | 4    |
| 9.     | Chris Meijer      | 3    |
| 10.    | Rob de Vries      | 2    |
| 11.    | Arie van den Berg | 1    |
| 11.    | Barry Hughes      | 1    |
| Totaal | Totaal            | 71   |

| #      | Naam              | Goal |
| ------ | ----------------- | ---- |
| 1.     | Wim Bleijenberg   | 2    |
| 2.     | Arie van den Berg | 1    |
| Totaal | Totaal            | 3    |